# Erythrotrichiaceae
Erythrotrichiaceae, porodica crvenih algi, dio reda Erythropeltales. Postoji oko 60 vrsta u deset rodova

## Rodovi
1. Chlidophyllon W.A.Nelson
2. Erythrocladia Rosenvinge
3. Erythropeltis F.Schmitz
4. Erythrotrichia Areschoug
5. Membranella Hollenberg & I.A.Abbott
6. Porphyropsis Rosenvinge
7. Porphyrostromium Trevisan [de Saint-Léon]
8. Pyrophyllon W.A.Nelson
9. Sahlingia Kornmann
10. Smithora Hollenberg